# Poustevnický kámen
Poustevnický kámen (Einsiedlerstein) je skalní, pískovcový suk vysoký zhruba 35 metrů a dlouhý 100 m. Nachází se na jižním okraji obce Sloup v Čechách na Českolipsku v Libereckém kraji. Skalní masiv je obecně znám pod tradičním pojmenováním jako skalní hrad Sloup.

## Historie
Po zániku hradu, který stál na skále, zde byli po roce 1679 z vůle majitele panství usídleni poustevníci, kteří zde přebývali přes 100 let. Poustevníci postupně do skály vysekali řadu místností, kapli a další prostory. V roce 1785 byly poustevny v důsledku církevních reforem císaře Josefa II. úředně zrušeny. Majitel panství z rodu Kinských poté lokalitu nechal upravit jako výletní sídlo. V roce 1953 byl tzv. skalní hrad Sloup prohlášen kulturní památkou.

## Geomorfologické začlenění
Poustevnický kámen (318 m n. m.) je spolu s nedalekými Svojkovskými skalami a kopcem Slavíčkem řazen do Cvikovské pahorkatiny (součást Ralské, resp. Zákupské pahorkatiny). Vody odtud stékají k Dobranovskému potoku, který patří do povodí řeky Ploučnice.

## Přístup ke skále a hradu
Silnice od Pihelu do obce Sloup vede přímo kolem hradu a ten je dobře dosažitelný auty i autobusy. Vede tudy cyklotrasa i dvě turistické trasy: červená mezinárodní E10 a modrá trasa z České Lípy na Cvikov obě určené pro pěší turisty. Z vyhlídkové terasy je pěkný výhled na obce Sloup i Janov, město Nový Bor a panorama Lužických hor.